# Diplogaster demani
Diplogaster demani is een rondwormensoort uit de familie van de Diplogasteridae. De wetenschappelijke naam van de soort is voor het eerst geldig gepubliceerd in 1923 door W. Schneider.